# Avatha expectans
Avatha expectans là một loài bướm đêm trong họ Erebidae.